# Plantago tanalensis
Plantago tanalensis är en grobladsväxtart som beskrevs av John Gilbert Baker. Plantago tanalensis ingår i släktet kämpar, och familjen grobladsväxter. Inga underarter finns listade i Catalogue of Life.